# 눈을 감고서
〈눈을 감고서〉(일본어: 瞳閉じて 히토미토지테[*])는 일본의 밴드 ZARD의 36번째 싱글 앨범으로, 2003년 7월 9일 발매되었다. (12cm CD: JBCJ-6002) 곡의 작사는 사카이 이즈미가, 작곡은 오노 아이카(大野愛果)가, 편곡은 토쿠나가 아키히토(徳永暁人)가 맡았다. 이 곡은 《프로 야구 뉴스》의 후속 프로그램으로 후지 TV에서 방송되었던 《스포르트!》(すぽると! 스포루토[*], SPORT)의 삽입곡으로 사용되었다. ZARD의 곡이 이 프로그램의 곡으로 쓰인것은 〈MIND GAMES〉이후 4년만이다.
B사이드 곡은 〈사랑스런 사람이여 ~이름 없는 나그네여~〉(愛しい人よ 〜名もなき旅人よ〜 이토시이히토요 나모나키타비비토요[*])이며, 작사는 사카이 이즈미가, 작곡은 이와이 유이치로(岩井勇一郎)가, 편곡은 오가 요시노부(大賀好修)가 맡았다.
싱글은 오리콘 주간 싱글차트 4위에 올랐고, 7주간 차트에 머물렀다.

## 수록곡
| #            | 제목                                                                           | 작사          | 작곡            | 편곡              | 재생 시간 |
| ------------ | ------------------------------------------------------------------------------ | ------------- | --------------- | ----------------- | --------- |
| 1.           | 〈〈눈을 감고서〉〉 (瞳閉じて)                                                 | 사카이 이즈미 | 오노 아이카     | 토쿠나가 아키히토 | 4:58      |
| 2.           | 〈〈사랑스런 사람이여 ~이름 없는 나그네여~〉〉 (愛しい人よ 〜名もなき旅人よ〜) | 사카이 이즈미 | 이와이 유이치로 | 오가 요시노부     | 4:31      |
| 3.           | 〈〈눈을 감고서〉〉 (instrumental)                                             |               |                 |                   | 4:55      |
| 총 재생 시간 | 총 재생 시간                                                                   | 총 재생 시간  | 총 재생 시간    | 총 재생 시간      | 14:24     |